# Hayama-sensei to Terano-sensei wa tsukiatteiru
Hayama-sensei to Terano-sensei wa tsukiatteiru (jap. 羽山先生と寺野先生は付き合っている) – manga z gatunku yuri autorstwa Pikachi Oui, publikowana na łamach magazynu „Comic Yuri Hime” wydawnictwa Ichijinsha od czerwca 2018 do lutego 2021.

## Fabuła
Nauczycielki, Asuka Hayama i Saki Terano, zakochały się w sobie i właśnie zaczęły się spotykać. Obie mają niewielkie doświadczenie w romantycznych związkach, jednak z pomocą innych nauczycieli i uczniów wokół nich, stopniowo pogłębiają swoją relację.

## Bohaterowie
- Asuka Hayama (jap. 羽山 飛鳥 Hayama Asuka)

Wychowawczyni odpowiedzialna za klasę 1-A. Jej głównym przedmiotem jest wychowanie fizyczne. Zwykła osobowość Hayamy jest poważna i sztywna, jednak przy Terano czasami pokazuje swoją upartą stronę.
- Saki Terano (jap. 寺野 沙紀 Terano Saki)

Zastępczyni wychowawczyni klasy 1-A. Jej głównym przedmiotem jest biologia. Ze względu na drobną budowę ciała, często jest mylona z uczennicą lub dzieckiem, kiedy jest z Hayamą.
- Rui Bandō (jap. 坂東 留衣 Bandō Rui)

Koleżanka Hayamy i Terano. Jej głównym przedmiotem jest język japoński. Jest podekscytowana na wieść o związku Hayamy i Terano i zamierza je wspierać.
- Elena Miyazawa (jap. 宮沢 エレーナ Miyazawa Erēna)

Koleżanka Hayamy i Terano. Jej głównym przedmiotem jest język angielski. Często próbuje dowiedzieć się, jak przebiega związek Hayamy i Terano.

## Publikacja serii
Manga ukazywała się od 18 czerwca 2018 do 18 lutego 2021 w magazynie „Comic Yuri Hime”. Wydawnictwo Ichijinsha zebrało ją w 4 tankōbonach, wydanych między 18 grudnia 2018 a 16 kwietnia 2021. W Ameryce Północnej manga ukazała się nakładem wydawnictwa Seven Seas Entertainment.
| Nr | Data wydania (język japoński) | ISBN (język japoński)  |
| -- | ----------------------------- | ---------------------- |
| 1  | 18 grudnia 2018               | ISBN 978-4-7580-7891-7 |
| 2  | 16 sierpnia 2019              | ISBN 978-4-7580-7972-3 |
| 3  | 18 czerwca 2020               | ISBN 978-4-7580-2127-2 |
| 4  | 16 kwietnia 2021              | ISBN 978-4-7580-2240-8 |